# سفیددشت
سفیددشت شهری از توابع بخش مرکزیِ شهرستان بروجن در استان چهارمحال و بختیاری است که مردم آن در محاوره به زبان ترکی قشقایی سخن می‌کنند‌.

## جمعیت
براساس آمار سال ۱۳۹۵ جمعیت این شهر برابر با ۵٬۴۷۱ نفر بوده‌است.

## مشخصات
مردم سفیددشت بیشتر به کشاورزی، دامداری و صنعت اشتغال دارند و در کنار آن به بافت قالی و قالیچه‌های بختیاری و نائینی نیز توجه دارند. شرکت فولاد چهارمحال و شهرک صنعتی سفیددشت در این شهر قرار دارد.

## مردم‌شناسی
مردم سفیددشت به زبان ترکی تکلم می‌کنند. در این شهر گویش‌ورانی از «فارسی بختیاری» هم می‌زیند. در کتاب «فرهنگ جغرافیایی ایران» از حسینعلی رزم‌آرا، زبان مردم سفیددشت، فارسی و لری و ترکی ذکر شده است.

## مناطق گردشگری
- چشمه رنگرزی
- قلعه کهنه
- مسجد جامع
- حمام شاه‌عباس
- مسجد حسینی
- آق‌تپه
- پارک شیر سنگی